# UFC 285
 (mars 2023).
La mise en forme du texte ne suit pas les recommandations de Wikipédia : il faut le « wikifier ».
Les points d'amélioration suivants sont les cas les plus fréquents. Le détail des points à revoir est peut-être précisé sur la page de discussion.
- Les titres sont pré-formatés par le logiciel. Ils ne sont ni en capitales, ni en gras.
- Le texte ne doit pas être écrit en capitales (les noms de famille non plus), ni en gras, ni en italique, ni en « petit »…
- Le gras n'est utilisé que pour surligner le titre de l'article dans l'introduction, une seule fois.
- L'italique est rarement utilisé : mots en langue étrangère, titres d'œuvres, noms de bateaux, etc.
- Les citations ne sont pas en italique mais en corps de texte normal. Elles sont entourées par des guillemets français : « et ».
- Les listes à puces sont à éviter, des paragraphes rédigés étant largement préférés. Les tableaux sont à réserver à la présentation de données structurées (résultats, etc.).
- Les appels de note de bas de page (petits chiffres en exposant, introduits par l'outil «  Source ») sont à placer entre la fin de phrase et le point final[comme ça].
- Les liens internes (vers d'autres articles de Wikipédia) sont à choisir avec parcimonie. Créez des liens vers des articles approfondissant le sujet. Les termes génériques sans rapport avec le sujet sont à éviter, ainsi que les répétitions de liens vers un même terme.
- Les liens externes sont à placer uniquement dans une section « Liens externes », à la fin de l'article. Ces liens sont à choisir avec parcimonie suivant les règles définies. Si un lien sert de source à l'article, son insertion dans le texte est à faire par les notes de bas de page.
- La présentation des références doit suivre les conventions bibliographiques. Il est recommandé d'utiliser les modèles {{Ouvrage}}, {{Chapitre}}, {{Article}}, {{Lien web}} et/ou {{Bibliographie}}. Le mode d'édition visuel peut mettre en forme automatiquement les références.
- Insérer une infobox (cadre d'informations à droite) n'est pas obligatoire pour parachever la mise en page.

Pour une aide détaillée, merci de consulter Aide:Wikification.
Si vous pensez que ces points ont été résolus, vous pouvez retirer ce bandeau et améliorer la mise en forme d'un autre article.
UFC 285 : Jones contre Gane est un événement d'arts martiaux mixtes produit par l'Ultimate Fighting Championship qui s'est déroulé le 4 mars 2023 au T-Mobile Arena à Paradise, Nevada, qui fait partie de la région métropolitaine de Las Vegas, aux États-Unis.
Un combat de championnat UFC Heavyweight pour le titre vacant entre l'ancien double champion UFC Light Heavyweight Jon Jones et l'ancien champion par intérim Ciryl Gane a fait la une de l'événement. L'ancien champion Francis Ngannou a été déchu du titre le 14 janvier et libéré de la promotion en raison d'un différend contractuel,. Sergei Pavlovich a servi de remplaçant et de remplaçant potentiel pour ce combat. Le combat ne dure que quelque minutes: Jones, après un amené au sol, parvient à étrangler Gane avec une guillotine, contre le grillage. Il devient ainsi champion des poids-lourds de l'UFC.
Un combat du championnat poids mouche féminin de l'UFC entre la championne actuelle Valentina Shevchenko et Alexa Grasso a servi de co-événement principal de l'événement. Alex Grasso détrône Valentina Schevchenko, la soumettant avec un étranglement arrière.
Un combat poids paille féminin entre l'ancienne challenger du championnat poids paille féminin de l'UFC et la première championne des poids atomiques de l'Invicta FC Jessica Penne et Tabatha Ricci a eu lieu lors de l'événement. Ils devaient auparavant se rencontrer à l'UFC Fight Night: Dern vs. Yan mais le combat a été abandonné car Penne s'est retiré pour cause de maladie. Ricci l'emporte par soumission au deuxième round.
Un combat poids mi-moyens entre Geoff Neal et Shavkat Rakhmonov a eu lieu lors de cet événement. Ils devaient auparavant se rencontrer à l'UFC Fight Night: Strickland vs. Imavov mais Neal s'est retiré en raison d'une blessure. À la pesée, Neal pesait 175 livres, quatre livres au-dessus de la limite de combat des poids welters sans titre. Neal a été condamné à une amende de 30% de sa bourse, qui est allée à Rakhmonov. Le combat à haute intensité s'est terminé par une victoire de Rakhmonov par soumission au troisième engagement.
Un combat de poids moyens entre le nouveau venu Bo Nickal et Jamie Pickett a eu lieu lors de cet événement. Ils devaient auparavant se rencontrer à l'UFC 282, mais Nickal s'est retiré en raison d'une blessure. Rapidement au premier round, Nickal amène Pickett au sol et termine le combat par étranglement triangulaire.
Un combat de poids coq entre l'ancien champion des poids coq de l'UFC Cody Garbrandt et Julio Arce devait avoir lieu lors de l'événement. Cependant, Arce s'est retiré fin janvier en raison d'une blessure au genou et a été remplacé par Trevin Jones,. Garbrandt l'emporte par décision unanime.
Un combat de poids léger entre Jalin Turner et Dan Hooker était prévu pour l'événement. Cependant, Hooker a été contraint de se retirer de l'événement en invoquant une blessure à la main. Il a été remplacé par l'ancien champion poids plume et poids léger KSW Mateusz Gamrot. Gamrot l'emporte par décision partagée.
Un combat léger entre Kamuela Kirk et Esteban Ribovics était prévu pour l'événement. Cependant, Kirk s'est retiré de l'événement pour des raisons non révélées et a été remplacé par Loik Radzhabov. Radzhabov l'a emporté par décision des juges.
Également aux pesées, Leomana Martinez pesait 137 livres, une livre au-dessus de la limite de combat des poids coq sans titre. Le combat s'est déroulé au poids attrape, Martinez étant condamné à une amende de 30% de sa bourse, qui est allée à son adversaire Cameron Saaiman. Saaiman l'emporte par décision des juges.

## Récompenses bonus
Les combattants suivants ont reçu des bonus de 50 000 $.
- Combat de la soirée : Shavkat Rakhmonov vs. Geoff Neal
- Performance de la soirée : Jon Jones, Alexa Grasso et Bo Nickal